# 구리야마역
구리야마역(일본어: 栗山駅 くりやまえき[*])은 일본 홋카이도 유바리 군 구리야마정에 위치한 홋카이도 여객철도 무로란 본선의 철도역이다. 상대식 승강장 2면 2선의 구조를 갖춘 지상역이다.

## 타는 곳
| 1 | ■ 무로란 본선 | 상행 | 오이와케 · 도마코마이 방면 |
| 2 | ■ 무로란 본선 | 하행 | 이와미자와 방면            |

## 역 주변
- 국도 제234호선
- 구리야마 정청
- 소라치 신용금고 · 호쿠요 은행 · 홋카이도 은행 구리야마 지점
- 구리야마 적십자 병원
- 구리야마 공원
- 구리야마 자동차 학교
- 구리야마 목공 단지
- 유바리 강
- 오지 제지 모리바야시 박물관

## 역사
- 1893년 7월 1일 : 홋카이도 탄광 철도의 역으로서 개업. 일반역.
- 1901년
  - 1월 12일 : 역사 소실.
  - 시기 불명 : 역사 신축.
- 1906년 10월 1일 : 홋카이도 탄광 철도의 철도 노선 국유화에 의해, 일본국유철도로 이관.
- 1926년 10월 14일 : 유바리 철도가 이 역부터 신유바리 역을 개업해 접속역으로 한다.
- 1930년 11월 3일 : 유바리 철도가 놋포로부터 이 역을 개업해 유바리 철도선과 무로란 본선의 교차점으로 한다.
- 1938년경 : 홋카이도 콘크리트 제품공업 구리야마 공장 조업 개시, 전용선 사용 개시 여부 불확실.
- 1937년 : 일본 전기야금 구리야마 공장 조업 개시, 전용선 사용 개시 여부 불확실.
- 1952년 4월 : 유바리 철도가 여객용 기동차 도입.
- 1968년
  - 시기 불명 : 복선화 공사에 맞춰 유바리 철도 입체 교차부 개축.
  - 10월 1일 : 신쿠리야마 터널 완성, 신선 전환. 유니 - 이 역간 복선화.
- 1969년
  - 7월 15일 : 컨테이너 기지 설치.
  - 10월 1일 : 이 역 - 구리오카 간 복선화.
- 1973년 9월 23일 : 역 뒤 연결을 위한 과선교 설치.
- 1974년 4월 1일 : 유바리 철도선이 놋포로 - 이 역에서 여객 영업을 휴지함. 또한, 같은 날에 이 노선이 홋카이도 탄광 기선으로 양도됨.
- 1975년 4월 1일 : 유바리 철도선이 놋포로 - 시카노타니 간이 정식으로 폐지되어, 접속역으로서의 목적을 종료함.
- 1982년 11월 15일 : 컨테이너 취급 폐지.
- 1984년
  - 2월 1일 : 화물 · 소화물 취급 폐지.
  - 4월 1일 : 간이위탁역으로 한다.
- 1987년 4월 1일 : 일본국유철도 분할 민영화에 의해, 홋카이도 여객철도가 승계.
- 2000년 12월 : 현재의 역사가 준공해, 홋카이도 추오 버스에 의해 '구리야마 역' 버스 정류장 설치. 더욱이 유바리 철도에 대해서 종전보다 버스 정류장의 이름을 갖게 됨.

## 인접 역
| 홋카이도 여객철도 무로란 본선 | 홋카이도 여객철도 무로란 본선 | 홋카이도 여객철도 무로란 본선 |
| ----------------------------- | ----------------------------- | ----------------------------- |
| 유니 도마코마이 방면          | ■ 무로란 본선                 | 구리오카 이와미자와 방면      |